# Katolička Crkva u Laosu
Katolička Crkva u Laosu je vjerska zajednica u Laosu, dio opće Katoličke Crkve u punom zajedništvu s rimskom kurijom i papom, trenutno Franjom.
Katolička Crkva u Laosu je vjerska manjina koja počinje djelovati u Laosu početkom 20. stoljeća. Računa se da je Katolička Crkva u Laosu imala oko 103 000 članova 2003., što je oko 1,5%  ukupnog stanovništva Laosa. Ipak većina katolika ne potječe iz Laosa, već ih dolazi iz Vijetnama. Žive uglavnom u gradskim područjima uz rijeku Mekong u središnjim i južnim područjima zemlje. Broj vjerskog osoblja je 2003. bio 118 osoba.
U Laosu postoje 23 katoličke zajednice. Jedna od najstarijih je zajednica „Sacre Coeur“ u glavnom gradu Vientianeu, gdje je župna crkva sagrađena 1928. U Thakheku postoji sjemenište za katoličke svećenike.
Laos je jedna od država u kojima je Katolička Crkva ugnjetavana. Tako da danas ne postoji ni jedna biskupija nego samo apostolski vikari u Pakséu, Savannakhetu, Vientianeu i Luanga Prabangi. U Luanga Prabangi je apostolski vikar 1975. protjeran iz regije, a crkvenu imovinu je prisvojila država. Godine 2003. je Katolička Crkva kupila u Luangu Prabangi zemljište na kojem je 2005. sagrađena crkva. U tijeku su pregovori o dobivanju boravišne dozvole za apostolskog vikara.

## Galerija
- Crkva „Sacre Coeur“ (1928.) u Vientianeu.
- Crkva „Sacre Coeur“ (1928.) u Vientianeu.
- Kirche „Sacre Coeur“ (1928.) u Vientianeu.
- Katolička crkva u Thakheku.
- Katolička crkva u Thakheku.

## Vanjske poveznice
- opendoors.de über Laos
- Vicariate Apostolic of Luang Prabang
- Catholic Hierarchy